# Vanity Ballroom Building
El Vanity Ballroom Building es un antiguo salón de baile ubicado en 1024 Newport Street en Detroit, Míchigan. Fue incluido en el Registro Nacional de Lugares Históricos en 1982.

## Historia
El Vanity Ballroom fue diseñado en 1929 por el arquitecto Charles N. Agree. Fue construido en avenida Jefferson, en el actual Distrito Histórico de Jefferson-Chalmers, como un lugar exótico en el cual socializar, bailar y escuchar música. El salón de baile fue un lugar importante para las bandas de los años 1930 y 1940, como las de Tommy Dorsey, Jimmy Dorsey, Duke Ellington, Benny Goodman, Red Nichols, Russ Morgan, Art Mooney, Woody Herman y Pee Wee Hunt.
Hacia 1958 el Vanity Ballroom Building cerró. En 1980 los hermanos Ronald y Donald Murphy lo compraron y lo revivieron efímeramente 1983. En 1986 tampoco prosperó un nuevo intento de recuperarlo.
Finalmente se cerró por completo, y aunque jugó un papel importante en el largometraje 8 Mile de Eminem en 2002, permanece cerrado y en ruinas. Pese a todo, es junto con el Grand Ballroom en Grand River Avenue es el último salón de baile de los años 1930 y 1950 aún en pie.

## Descripción

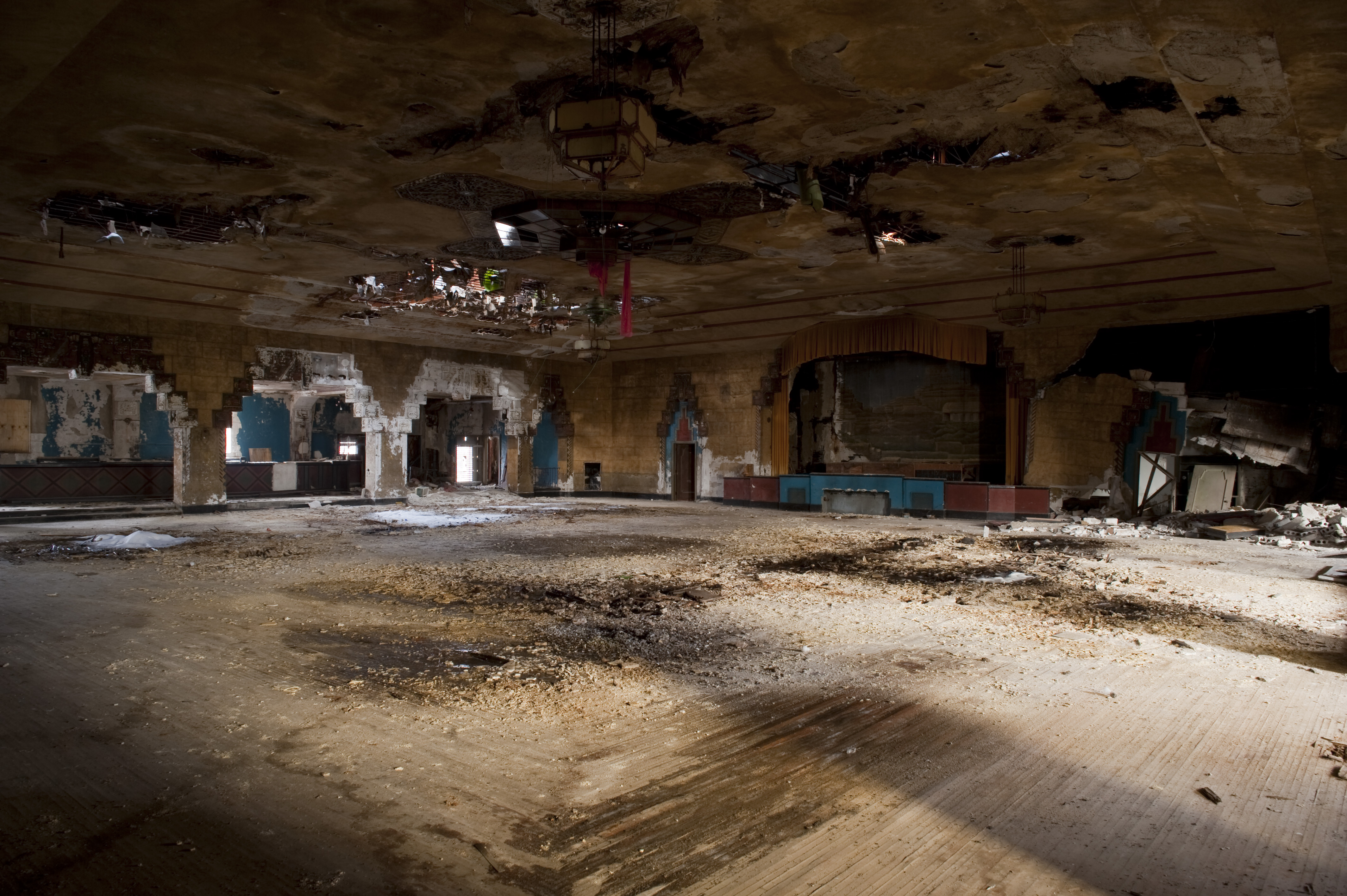
Estado de la pista de baile en 2010.

Es un edificio de dos pisos que originalmente albergaba tiendas en el primero y un salón de baile en el segundo. Está construido en el estilo art déco con un tema de arquitectura neoazteca o neomaya y mide 38 metros por 37. Está construido de acero y hormigón armado y revestido con ladrillo. La mayor parte es ladrillo naranja, pero también hay de otros más oscuros así como piedras fundidas.
Hay un pabellón de entrada de tres lados en la esquina de la estructura, y las fachadas a ambos lados (a lo largo de la avenida Jefferson y de la calle Newport) son casi idénticas. Estas fachadas terminan en pabellones de entrada más pequeños; los tres pabellones son ligeramente más altos que el resto de las fachadas y contienen un patrón geométrico de piedra cerca de la parte superior. Las ventanas de paneles múltiples en el segundo piso están flanqueadas por pilastras y rematadas con diseños geométricos art déco que se hacen eco de los de los aztecas.
Se construyó para albergar a 1.000 parejas y tiene una pista de baile de madera de acer de 520 m², un escenario o quiosco de música y un paseo marítimo en tres lados. Se construyó sobre muelles que se comprimieron intencionalmente bajo el peso de las personas que bailaban en ella, dando a los bailarines un salto mientras se movían. El telón de fondo del escenario presenta una escena que representa a Chichén Itzá.
Tres de las tiendas en el primer piso también tenían interiores diseñados por Agree; estos hacíanm eco del tema art déco neoazteca del exterior. Estos exteriores han cambiado sustancialmente y muchos de los elementos neomaya han sido arrancados.